# جون إم. باورز
جون إم. باورز هو محامي وسياسي أمريكي، ولد في 25 سبتمبر 1772 في بوسطن في الولايات المتحدة، وتوفي في 24 فبراير 1846 في كوبرستاون في الولايات المتحدة. نشط حزبياً في الحزب الفيدرالي الأمريكي. وقد انتخب عضو مجلس النواب الأمريكي ‏.